# أناريتا سيدوتي
أناريتا سيدوتي (بالإيطالية: Annarita Sidoti) هي عدائة مشي طويل إيطالية ولدت في يوم 25 يوليو 1969 في بلدة جويوسا ماريا في إيطاليا، اختصت في سباق ال20 كلم وال10 كلم، أفضل إنجاز لها هو تحقيقها الميدالية الذهبية في بطولة العالم لألعاب القوى 1997 التي أقيمت في أثينا في اليونان كما نجحت بتحقيق عدة ميداليات ذهبية وفضية وبرونزية في البطولات الأوروبية، فيما لم تنجح بتحقيق أي ميدالية على الصعيد الأولمبي على الرغم من اشتراكها في 3 دورات 1992 و 1996 و2000، في سنة 2002 إعتزلت وتوفيت في 21 مايو 2015 بعد معاناتها من مرض سرطان الثدي، وقد سبق لها أن ظهرت في فيلم Le complici.

## روابط خارجية
- أناريتا سيدوتي على موقع IMDb (الإنجليزية)
- أناريتا سيدوتي على موقع الاتحاد الدولي لألعاب القوى (الإنجليزية)
- أناريتا سيدوتي على موقع الاتحاد الإيطالي لألعاب القوى (الإيطالية)
- أناريتا سيدوتي على موقع أوليمبيديا (الإنجليزية)